# فترة نكتارية
| نطاق القمر الزمني | نطاق القمر الزمني | نطاق القمر الزمني |
| العصر             | الفترة            | مليون سنة مضت     |
| ----------------- | ----------------- | ----------------- |
| كوبرنيكية         | كوبرنيكية         | اليوم - 1100      |
| إراتوسثينية       | إراتوسثينية       | 1100 - 3200       |
| إمبرية            | متأخرة            | 3200 - 3800       |
| إمبرية            | مبكرة             | 3800 - 3850       |
| نكتارية           | نكتارية           | 3850 - 3920       |
| قبل نكتارية       | مجموعات الأحواض   | 3850 - 4150       |
| قبل نكتارية       | كريبتية           | 4150 - 4567       |

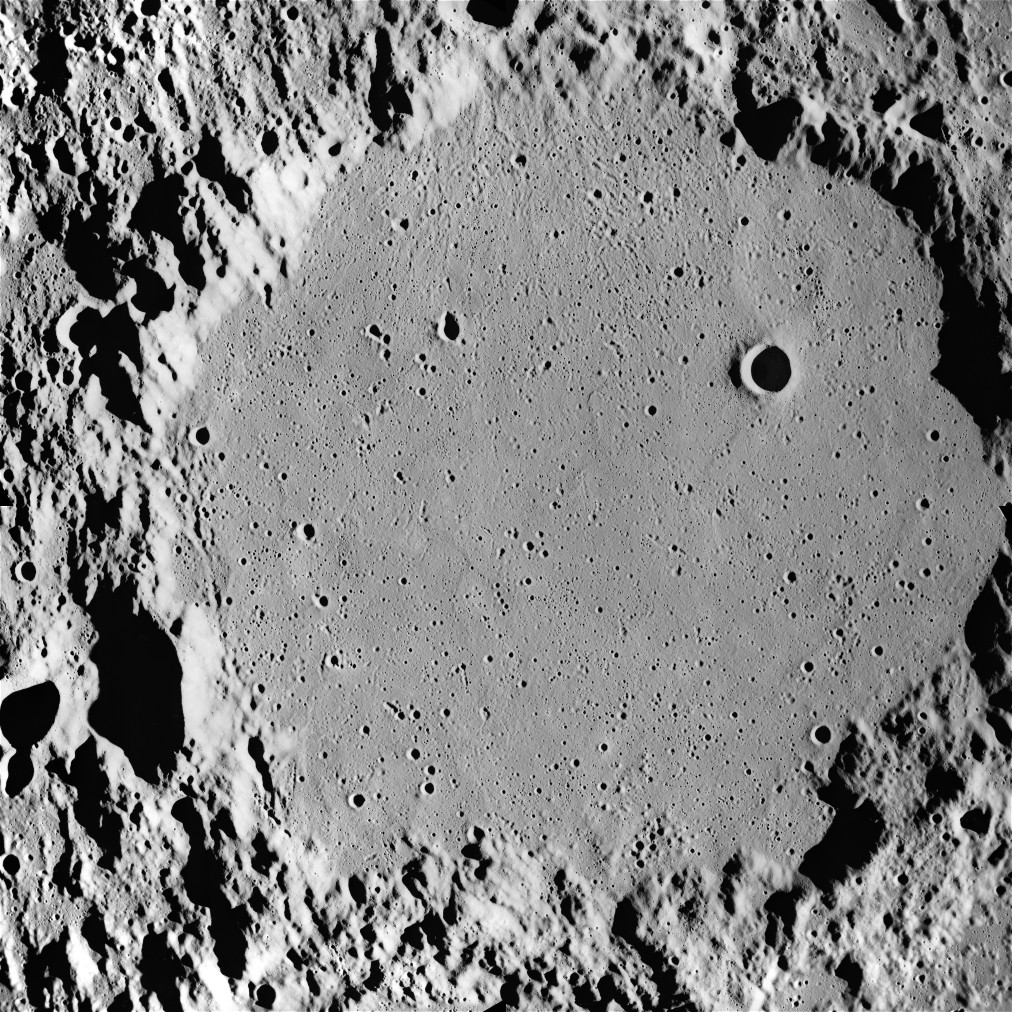

الفترة النكتارية (نسبة إلى «بحر نكتار» أو «بحر الرحيق» الواقع في الجزء الجنوبي الغربي من الجانب القريب للقمر) هي جزء من الخط الزمني الجيولوجي للقمر امتدت من 3920 مليون سنة ماضية إلى 3850 مليون سنة ماضية. وقد تشكلت ضمن هذه الفترة العديد من الأحواض النيكتارية نتيجة حوادث اصطدام ضخمة. وشكلت مقذوفات النيكتار الأجزاء العلوية من الأحواض ونشأت منها الأرضي العالية.
إن التواريخ الدقيقة لهذه الفترة قابلة كثيراً للجدل والنقاش، لكن يُوجد اتفاق عام بأن الفترة النكتارية كانت قصيرة نسبياً حيث امتدت لمدة تتراوح من 50 إلى 100 مليون سنة فقط. ما كون حوض الرحيق أو نكتار في الأصل ربما كان اصطدام 13 جسم ضخم ضمن منطقة قطرها 860 كيلومتراً فقط، وتشير أفضل النظريات الحالية إلى أن هذه الأجسام تناثرت من تحطم كويكب من الحزام الرئيسي (نتيجة لتأثير جاذبية المشتري أو هجرة زحل)، ومما يُعطي أهمية لهذه الفترة أن أقدم الأحواض على القمر تعود إليها.
أما بالنسبة للأرض، فربما لم يَكن لهذه الفترة تأثير كبير عليها بسبب مجالها الجذبي القوي، وحالياً لا توجد أي آثار تقريباً من الفترة النكتارية عليها.